# Tanda Raja
Tanda Raja is een bestuurslaag in het regentschap Lahat van de provincie Zuid-Sumatra, Indonesië. Tanda Raja telt 905 inwoners (volkstelling 2010).